# باشگاه والیبال آبگینه قزوین
باشگاه والیبال آبگینه قزوین باشگاه والیبال ریشه‌دار ایرانی است. این تیم قهرمان لیگ دسته‌یک والیبال ایران در سال ۱۳۷۲ شد.
این تیم به عنوان نماینده قزوین در دومین دوره لیگ والیبال ایران (جام پاسارگارد) در سال ۱۳۵۵ شرکت کرد و به عنوان پنجم کشور دست یافت.

## دست آوردها
- لیگ والیبال ایران:
  - قهرمانی: لیگ دسته‌یک والیبال ایران در سال ۱۳۷۲
  - سومی: اولین دوره لیگ برتر در سال ۱۳۷۶